# Base aérienne 112 Reims-Champagne
La base aérienne 112 Reims-Champagne est une ancienne base aérienne majeure de l'Armée de l'air française, située au nord de Reims, dans le département de la Marne, en France. Elle a été dissoute le 30 juin 2011. La station météorologique de Reims-Prunay (environ 11 km de la cathédrale), située au sud-est de Reims à l'aérodrome de Prunay, est celle qui remplace la station de Reims-Courcy (environ 8 km de la cathédrale), située au nord de Reims près des pistes de la base 112, qui n'envoie plus aucune donnée depuis fin mai 2012.

## Présentation
La base aérienne de Reims, héritière de la longue et très riche tradition aéronautique de Reims, figurait parmi les plus importantes plates-formes aéronautiques dont disposait l'Armée de l'air. Une place à part justifiée, notamment, par la spécificité de la mission principale confiée aux deux unités aériennes qui y étaient basées au moment où fut décidée sa fermeture : la reconnaissance aérienne tactique.
Située à quelques kilomètres au nord de l’agglomération rémoise, la base aérienne 112 s’étendait sur une superficie de 542 hectares qui, enserrés dans près de quatorze kilomètres de clôtures, se répartissaient entre les communes de Bétheny, de Courcy et de Brimont. Orientée est-ouest, sa piste, au « format OTAN », avait une longueur avoisinant les 2 450 mètres qui permettaient à la base aérienne d’accueillir une très grande variété d’appareils.
De la base aérienne 112 dépendaient une dizaine de sites dits « points isolés rattachés », notamment, à Reims même, le bureau armée de l’air information (alors installé à l'angle du boulevard Pasteur et de la rue de Sillery) et le détachement militaire de coordination œuvrant au sein du centre en route de la navigation aérienne (zone Farman). Hors de Reims, dans un rayon d’une centaine de kilomètres autour de la base aérienne, la station de communication de Perthes, la section champ de tir air-sol de Suippes-Sommepy, le site de l'ancien dépôt de munitions de Nogent-l'Abbesse (site mis en sommeil), l’ancienne base aérienne de l'OTAN de Vouziers-Séchault où sont évaluées des unités spécialisées dans la neutralisation des explosifs et les compagnies du Génie de l’air, ainsi que les anciennes bases aériennes de l'OTAN aujourd’hui désaffectées de Montmédy-Marville et de Marigny, relevaient également de la BA 112.
Troisième employeur de l'agglomération rémoise après le centre hospitalier universitaire et les services municipaux, elle employait environ mille quatre cents militaires – qui se répartissaient en officiers, sous-officiers et militaires du rang – et un peu moins d'une centaine de personnels civils relevant principalement du ministère de la Défense. Acteur majeur du développement économique local, son impact économique global annuel était évalué à plusieurs dizaines de millions d’euros.
La plate-forme aéronautique de Reims abritait depuis 1994 les escadrons de reconnaissance 01.033 « Belfort » (unité dissoute le 24 juin 2010) et 02/33 « Savoie », escadrons qui relevaient du commandement des forces aériennes (CFA) ; l'escadron de soutien technique aéronautique 2E.033, chargé de l'entretien et de la maintenance périodique des avions de la base aérienne et dissous en même temps que la base aérienne, dépendait quant à lui du commandement du soutien des forces aériennes (CSFA). Totalisant une quarantaine d'aéronefs, ces deux escadrons étaient équipés de Mirage F1, appareil dont la première version est entrée en service en 1973 dans l’Armée de l’air. Une vingtaine de Mirage F1CR, avions de reconnaissance tactique et d'assaut conventionnel, équipaient chacun des deux escadrons de reconnaissance 01.033 « Belfort » et 02.033 « Savoie ».
La mission principale confiée à la BA 112 était d’assurer le soutien des escadrons et unités stationnés sur sa plate-forme. La reconnaissance aérienne était ainsi la principale mission opérationnelle qui incombait à la base aérienne, qui jouait ainsi un rôle de première importance dans l’exécution des missions confiées à l’Armée de l'air, notamment dans les domaines de la prévention des crises, de la projection de forces et de la protection. D’autres missions, ponctuelles ou s’inscrivant dans la durée, s’ajoutaient à celle-ci et permettaient à l’État de faire face, en recourant aux moyens et aux savoir-faire des forces armées, à des situations auxquelles les services publics ne savent répondre seuls. Et c’est ainsi que la BA 112 intervenait dans des domaines aussi variés que la lutte contre le terrorisme par la constitution de détachements déployés dans le cadre du plan Vigipirate, le soutien logistique au don d’organes par sa capacité à réactiver sa piste à tout moment au profit d’une équipe médicale de l'Établissement français des greffes dépêchée à Reims pour y effectuer un prélèvement, l’aide aux populations sinistrées dans des situations exceptionnelles de crise telles que la tempête de décembre 1999 ou les inondations de 2001 dans la Somme.
L’activité de la base aérienne 112 était en outre marquée par une très importante activité relationnelle. Son commandant, par ailleurs commandant d’armes de la place de Reims, participait à de nombreuses cérémonies militaires organisées localement tandis que la base aérienne, soucieuse de développer les liens unissant les armées à la nation, conduisait un certain nombre d’actions à destination du public, parmi lesquelles l’organisation de visites de ses installations, la participation à des événements culturels tels que l’opération « Lire en Fête » ou les Journées européennes du Patrimoine (par l'intermédiaire du Musée de la Base aérienne 112 et de l'Aéronautique locale) et l’organisation d’un important forum emploi.

## Histoire
Le terrain a été le lieu de manœuvres militaires avec le tsar Nicolas II comme invité d'honneur en 1901.

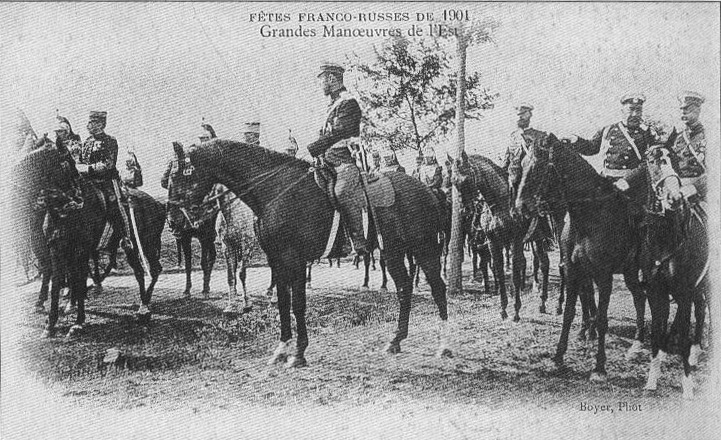
Nicolas II à Reims en 1901.

### Première réunion internationale d'aviation
La base aérienne 112 était implantée sur le terrain qui, du 22 au 29 août 1909, accueillit la Grande Semaine d’Aviation de la Champagne, le premier meeting international d'aviation auquel assistèrent un million de spectateurs. Elle était aussi l'héritière des essais de ballons, de cerfs volants et d'escadrilles qui y étaient stationnées lors de la Première Guerre mondiale telle l'Escadrille des Cigognes qui déménagèrent à Courville lors de la prise de Reims, les bâtiments furent détruits lors des bombardements.

### Premier concours militaire
Après avoir assisté à la Grande Semaine d’Aviation de la Champagne le général Roques qui avait déjà fait acheter des avions pour les manœuvres militaires qui avaient lieu, décida d'un concours pour que l'Armée achète des appareils qui répondent à des spécificités adaptées et choisies par les militaires . En novembre 1910 il faisait publier un règlement … ouvert entre les constructeurs établis en France et préalablement autorisé par le Ministère de la Guerre en vue de l'achat d'une vingtaine d'appareils. En outre le règlement spécifiait que l'appareil devait être construit, moteur compris en France, être capable de fournir un parcours en circuit fermé et sans escale de trois cents kilomètres, … un poids utile de trois cents kilogrammes...être munis de trois sièges...une vitesse moyenne propre de 60 km/h...être d'un transport facile, emballé ou non, par route ou par voie ferrée, pouvoir être rapidement remis en service sans réglage minutieux...
La commission d'examen était fixée au 1er octobre 1911 et trente deux constructeurs avaient demandé leur agrément, quarante furent retenus et se présentèrent quinze constructeurs sur le terrain de Bétheny. Le concours prévoyait trois vols à pleine charge de trois cents kilomètres avec retour démonté. Un vol aller retour à pleine charge et avec la vitesse moyenne de 60 km/h ; deux vols, à pleine charge et avec une altitude de 500 m tenue pendant quinze minutes.
Le gagnant recevra la somme de 100 000 F, donnera son avion et aura une commande de dix avions. Le second recevra la somme de 40 000 F, donnera son avion et aura une commande de six avions. Le troisième recevra la somme de 40 000 F, donnera son avion et aura une commande de quatre avions. Les concurrents furent :

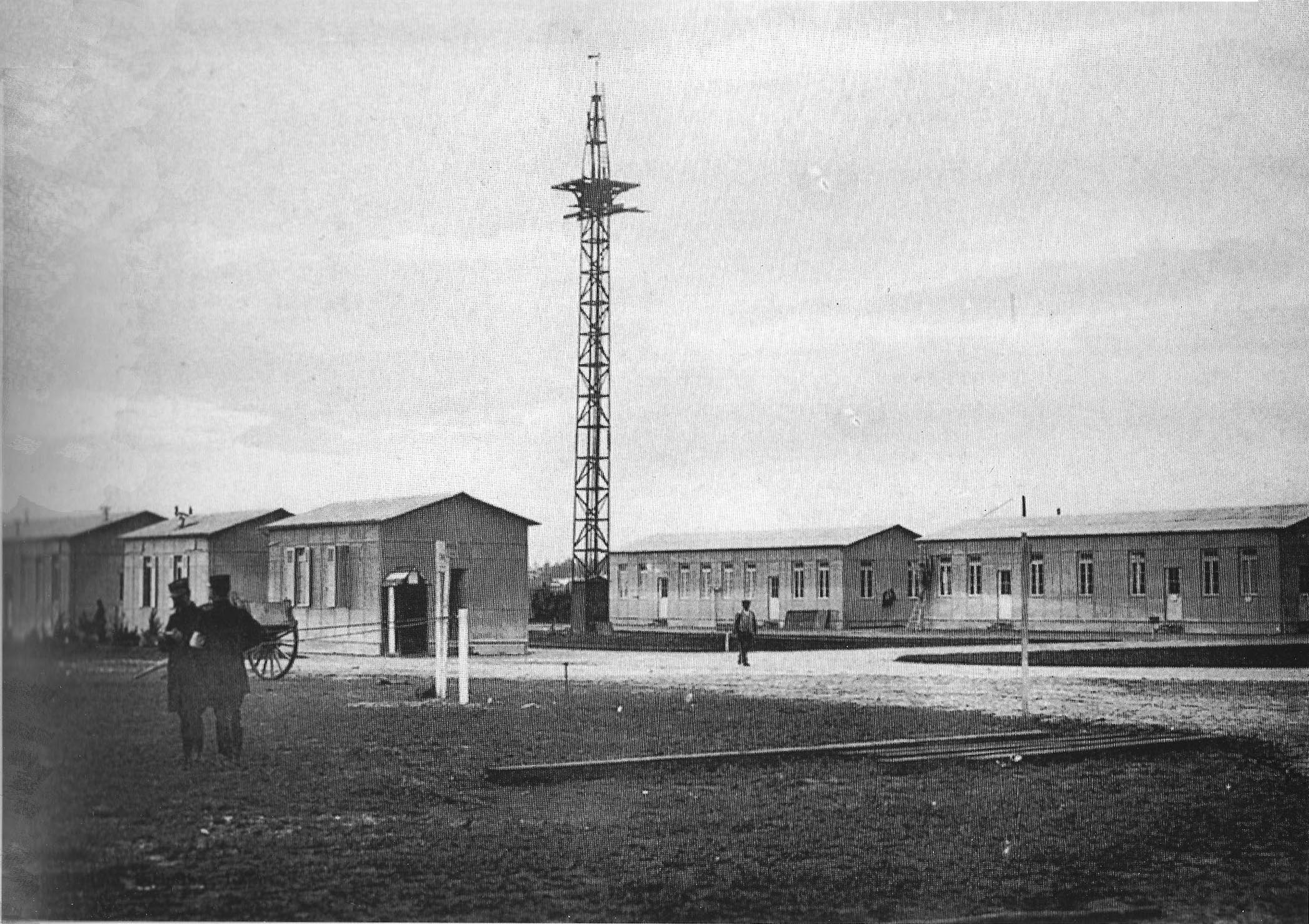
Bâtiments de la base de Reims-Bétheny en 1911.

- Breguet piloté par Moineau avec un moteur Gnome de 100 ch,

- Breguet piloté par Montalent avec un moteur Dansette de 100 ch,
- Farman piloté par Bara avec un moteur Renault de 70 ch,
- Voisin piloté par Jean-Benoist avec un moteur Renault de 75 ch,
- Farman piloté par Renaux avec un moteur Renault de 70 ch,
- Coanda piloté par Bouthemy avec un moteur Gnome de 70 ch,
- Breguet piloté par Breguet avec un moteur Gnome de 140 ch,
- Goupy piloté par Bouvier avec un moteur Gnome de 100 ch,
- Goupy piloté par Ladougne avec un moteur Chenu de 80 ch,

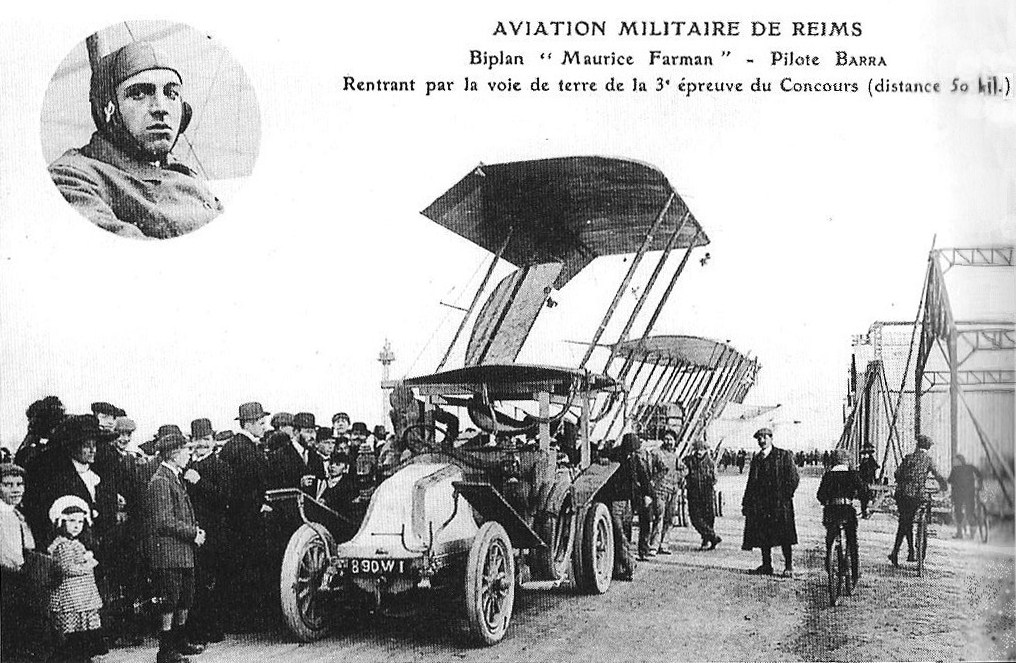
Retour d'un avion Farman par la route lors du concours militaire de 1911.

- Antoinette piloté par Latham avec un moteur Antoinette de 60 ch,
- Breguet piloté par Martir avec un moteur Salmson de 120 ch,
- Blériot piloté par Leblanc avec un moteur Gnome de 140 ch,
- Voisin piloté par Collier avec un moteur Gnome de 140 ch,
- Astra triplan piloté par Goffin avec un moteur Renault de 75 ch,
- Breguet piloté par Debussy avec un moteur Chenu de 80 ch,
- Paulhan triplan piloté par Paulhan avec un moteur Renault de 75 ch,
- Farman piloté par Bill avec un moteur Gnome de 70 ch,
- Farman piloté par Fischer avec un moteur Gnome de 100 ch,
- Farman piloté par Lerridam avec un moteur Renault de 70 ch,
- Breguet piloté par Bregi avec un moteur Salmson de 85 ch,
- Savary piloté par Level avec un moteur Labor de 70 ch,
- Blériot piloté par Beaumont avec un moteur Gnome de 100 ch,
- Morane piloté par Jules Vedrines avec un moteur Gnome de 100 ch,
- Hanriot piloté par Dubreuil avec un moteur Clerget de 100 ch,
- Deperdussin piloté par Vidart avec un moteur Gnome de 100 ch,
- Deperdussin piloté par émile Aubrun avec un moteur Clerget de 100 ch,
- Deperdussin piloté par Prevost avec un moteur Anzani de 80 ch,
- Astra biplan piloté par Labouret avec un moteur Chenu de 70 ch,
- Astra Wright piloté par Gaubert avec un moteur Renault de 60 ch,
- Voisin biplan piloté par Mahieu avec un moteur Gnome de 100 ch,
- Nieuport triplan piloté par Weymann avec un moteur Gnome de 100 ch.

Les gagnants furent:
- Nieuport triplan piloté par Charles Weymann avec un moteur Gnome à 117 km/h,
- Breguet piloté par Moineau avec un moteur Gnome à 95 km/h,
- Deperdussin piloté par Maurice Prévost avec un moteur Anzani à 89 km/h,
- Breguet piloté par Bregi avec un moteur Salmson à 87 km/h,
- Farman piloté par Fischer avec un moteur Gnome à 84 km/h,
- Farman piloté par Bara avec un moteur Renault à 76 km/h,
- Farman piloté par Renaux avec un moteur Renault à 72 km/h,
- Savary piloté par Joseph Frantz avec un moteur Labor à 67 km/h.

### Première Guerre mondiale
Le front, stabilisé au nord de Reims à l'automne 1914, traverse le site qui sera occupé, quatorze années plus tard, par la future base aérienne 112. La plaine de Bétheny se creuse de tranchées.
Le 16 avril 1917, jour du lancement de la bataille du Chemin des Dames, le site est l'objet d'une tentative de reconquête. En ce qui concerne cette portion du front située à l'est du pont de chemin de fer construit pour enjamber la route filant de Reims à Neufchâtel-sur-Aisne, l'offensive est conduite, en direction du nord et des tranchées adverses, par les 9e et 11e compagnies du 403e régiment d'infanterie. Quarante-huit heures après le déclenchement de l'offensive, il ne restait plus que 50 hommes sur les 150 initialement engagés.

### Ouverture
La base aérienne 112 entre officiellement en service le 1er octobre 1928, jour où les Breguet 19 du 12e régiment d’aviation de bombardement de jour se posèrent à Reims en provenance du terrain de Lachen-Speyerdorf en Allemagne (Rhénanie-Palatinat). Trois années de travaux ont été nécessaires pour remettre en état le terrain ravagé par la guerre, aménager une plate-forme gazonnée et construire le casernement – bientôt dénommé « caserne Roisin » – et les hangars.
Les années 1930 sont marquées par une rapide montée en puissance de la base. En 1933 y est créé le centre d'expériences aériennes militaires (aujourd’hui installé à la Base aérienne 118 Mont-de-Marsan), unité chargée notamment de tester les appareils en usage dans l'Armée de l'air et d'en définir la doctrine d'emploi. La même année s’y déploie la future 4e escadre de chasse, installation suivie en 1936 et 1937 par celle des deux groupes composant la 5e escadre de chasse. L’année 1937 voit quant à elle s’y déployer le futur groupe aérien d'observation 552 et se créer le 601e groupe d'infanterie de l'air, seule unité parachutiste stationnée en métropole avant-guerre. Enfin, en 1939, est créé le 2e groupe de la 13e escadre de chasse de nuit. Lieu de stationnement d’unités dédiées au bombardement, à l’expérimentation, à la chasse de jour et de nuit, à l’observation et au parachutisme, la base de Reims, base « vitrine » pour l'Armée de l'air, reçoit à la fin de la décennie la visite de personnalités de premier plan appartenant aux armées polonaise, allemande et britannique : le général Edward Rydz-Śmigły, commandant en chef de l’armée polonaise (1936), le général Erhard Milch, sous-secrétaire d’État allemand à l’Aéronautique (1937) et l’Air Chief Marshal Sir Cyril Newall, chef d’état-major de la Royal Air Force (1938).

### Seconde Guerre mondiale

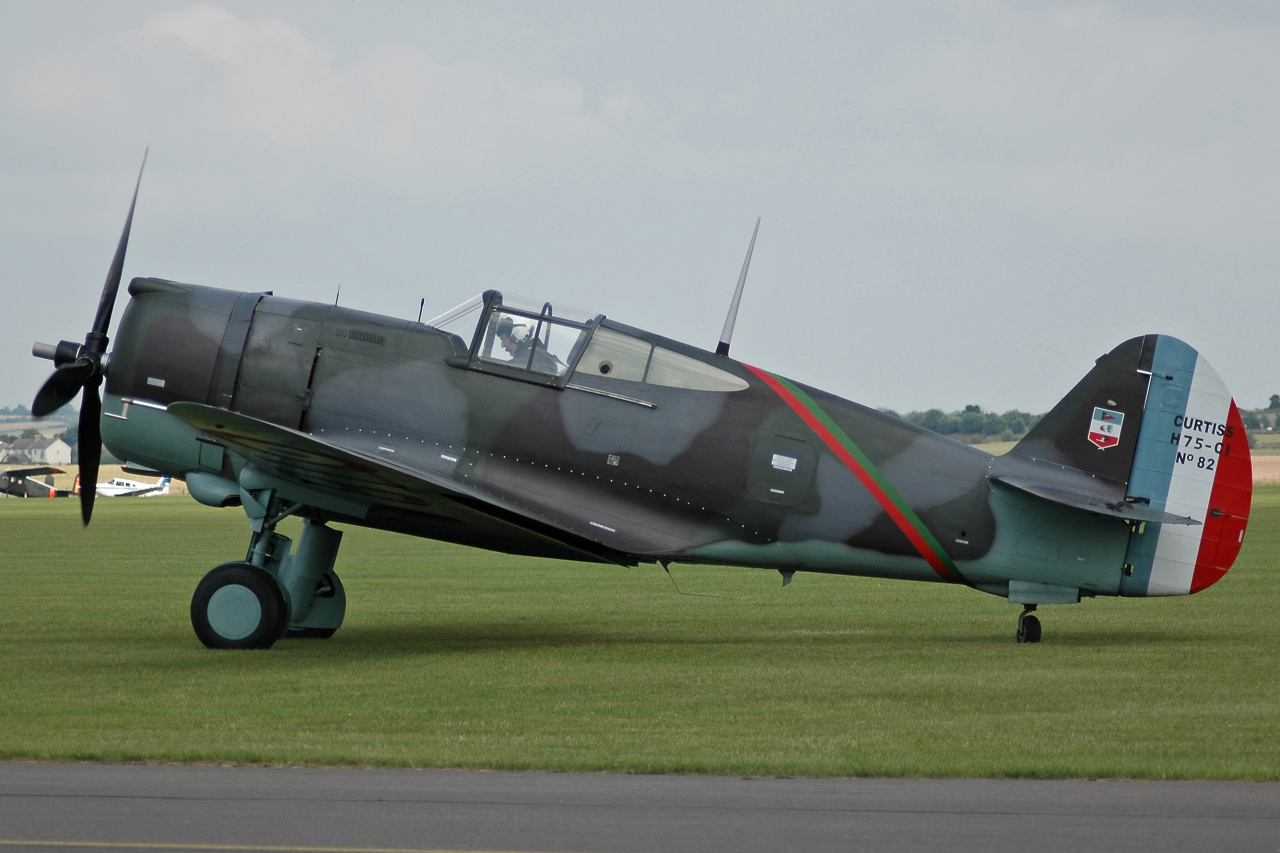
Curtiss H 75 aux couleurs françaises.

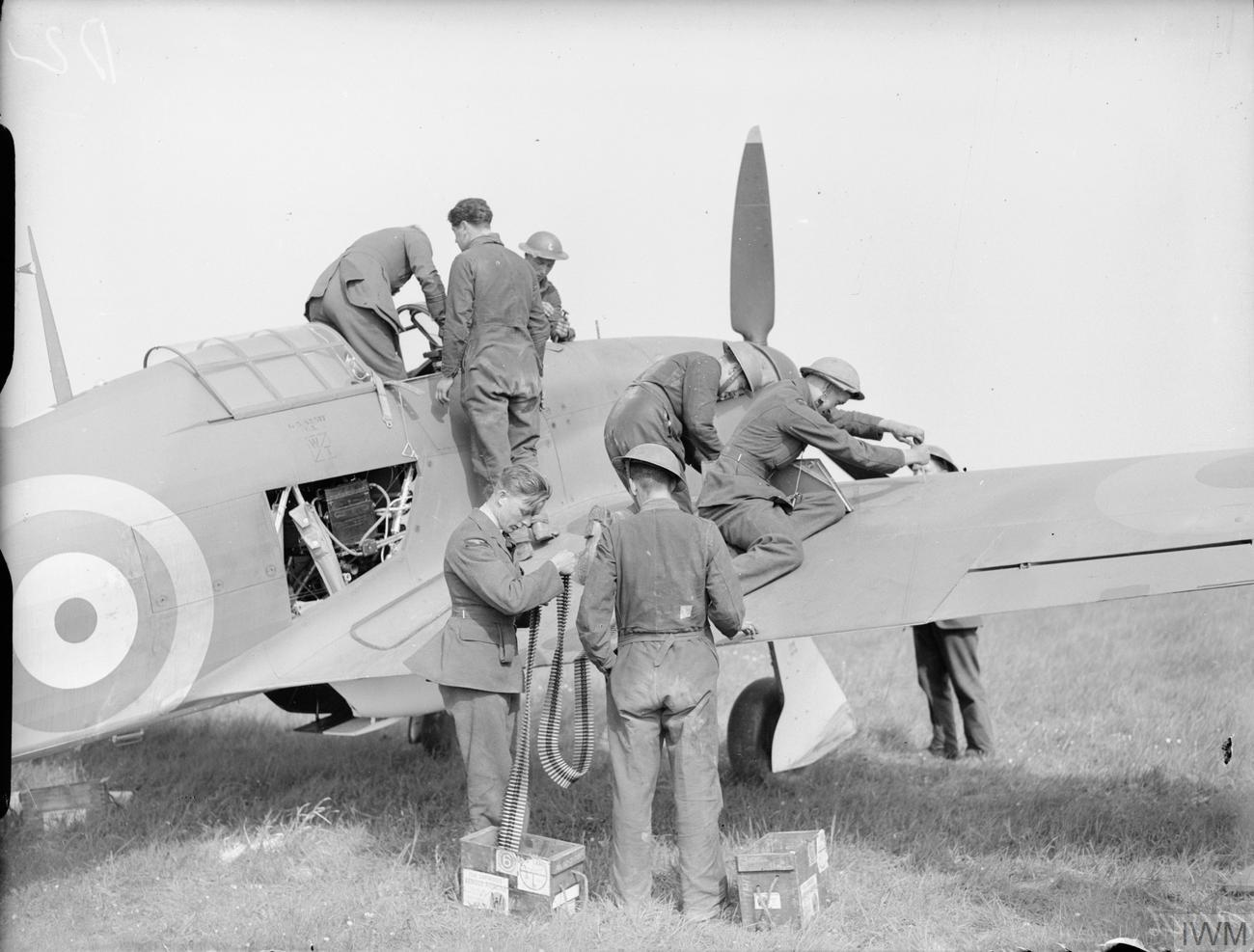
La R.A.F à la base, en 1939.

En 1939, à la veille de la Seconde Guerre mondiale, Reims possède la plus importante base de France par l'activité aérienne ; quelque trois cents appareils y sont stationnés, notamment les bombardiers Bloch MB.210 équipant la 12e escadre de bombardement et la centaine de chasseurs Curtiss H-75 américains à partir de mars 1939 :
les 4e
- la I/4 du commandant Hertaut :
  - du capitaine O'Byrne treize H-75 de la SPA 95,
  - du capitaine Barbier treize H-75 de la SPA 153,
- la II/4 du commandant O'Byrne :
  - du lieutenant Guieu douze H-75 de la SPA 160,
  - du capitaine Claude treize H-75 de la SPA 155.

La 5e
- la I/5 du commandant Murtin :
  - du capitaine Accart quatorze H-75 de la SPA 67,
  - du lieutenant Dorance treize H-75 de la SPA 75,
- la II/5 du commandant Hugues :
  - du capitaine Monraisse quatorze H-75 de la SPA 124,
  - du capitaine Reine treize H-75 de la SPA 167, escadres de chasse jusque-là dotées de Dewoitine D.500 et 501. Le 28 août, les avions sont répartis sur les bases de campagnes aménagées dans les années 1930 et la base est dissoute le 2 septembre 1939.

Entre 1939 et 1945, Français, Britanniques, Allemands et Américains se succèdent sur la base.
Quittant la base dès la fin août 1939 pour se déployer dans plusieurs terrains de campagne comme celui de Vraux, les appareils « rémois » cèdent la place à la Royal Air Force qui, dès le début de septembre, y déploie des escadrons dotés de bombardiers Fairey Battle tandis que le corps expéditionnaire de la RAF en France – dénommé « Advanced Air Striking Force » – installe son quartier général à Reims. La « drôle de guerre » débute, période mal nommée compte tenu des combats violents qui opposent dès septembre avions alliés et allemands. Participent notamment à ces combats le lieutenant Edmond Marin la Meslée (futur as des as de la campagne de France), le capitaine Jean-Mary Accart (qui commandera la BA 112 de 1952 à 1955), Michel Dorance (qui la commandera de 1958 à 1960), le Rémois François Warnier (huit victoires sûres) et d'autres as parmi lesquels Camille Plubeau.
À la mi-juin 1940, les Allemands occupent la base aérienne, qu’ils conservent jusqu'aux derniers jours d’août 1944 et dont ils se servent notamment une fois les Alliés débarqués en Normandie. À compter de 1941, la base aérienne devient un important site aéronautique avec l'installation d’ateliers appartenant à la firme Junkers, constructeur d’avions qui, notamment, y monte et y répare ses bombardiers Ju 88 et ses avions de transport Ju 52. Le terrain est fréquemment la cible des appareils alliés qui, à partir de 1943, le bombardent, détruisant peu à peu son infrastructure.
Le 6 septembre 1944, pour faire face à l'avancée rapide du front et face aux difficultés d'approvisionnement en carburant, les Américains mirent en place un pont aérien entre l'aérodrome de Cherbourg-Querqueville (ancienne base aéronavale de la marine française aujourd’hui disparue) et l'aéroport de Reims. Pendant 5 jours et 5 nuits, 200 Douglas C-47 Skytrain transportant des jerrycans d'essence assurèrent la rotation entre les deux aérodromes.

### Époque moderne
Évacuée par les Allemands, la BA 112 est utilisée à partir de septembre 1944 par l’United States Army Air Forces. En février 1945, le général Dwight David Eisenhower, commandant des forces alliées en Europe, installe à Reims son grand quartier général ; le 7 mai, à 2 h 41, le generaloberst Alfred Jodl, après s’être posé la veille sur la base, signe en ville la reddition sans condition du IIIe Reich. La guerre finie, le terrain est utilisé comme tête de pont d'un pont aérien permettant de rapatrier plusieurs milliers de déportés et de prisonniers de guerre. Dans les mois qui suivent, il sert de lieu de stockage au surplus militaire américain, lequel cédé à la France, est vendu par la Société nationale de vente des surplus.

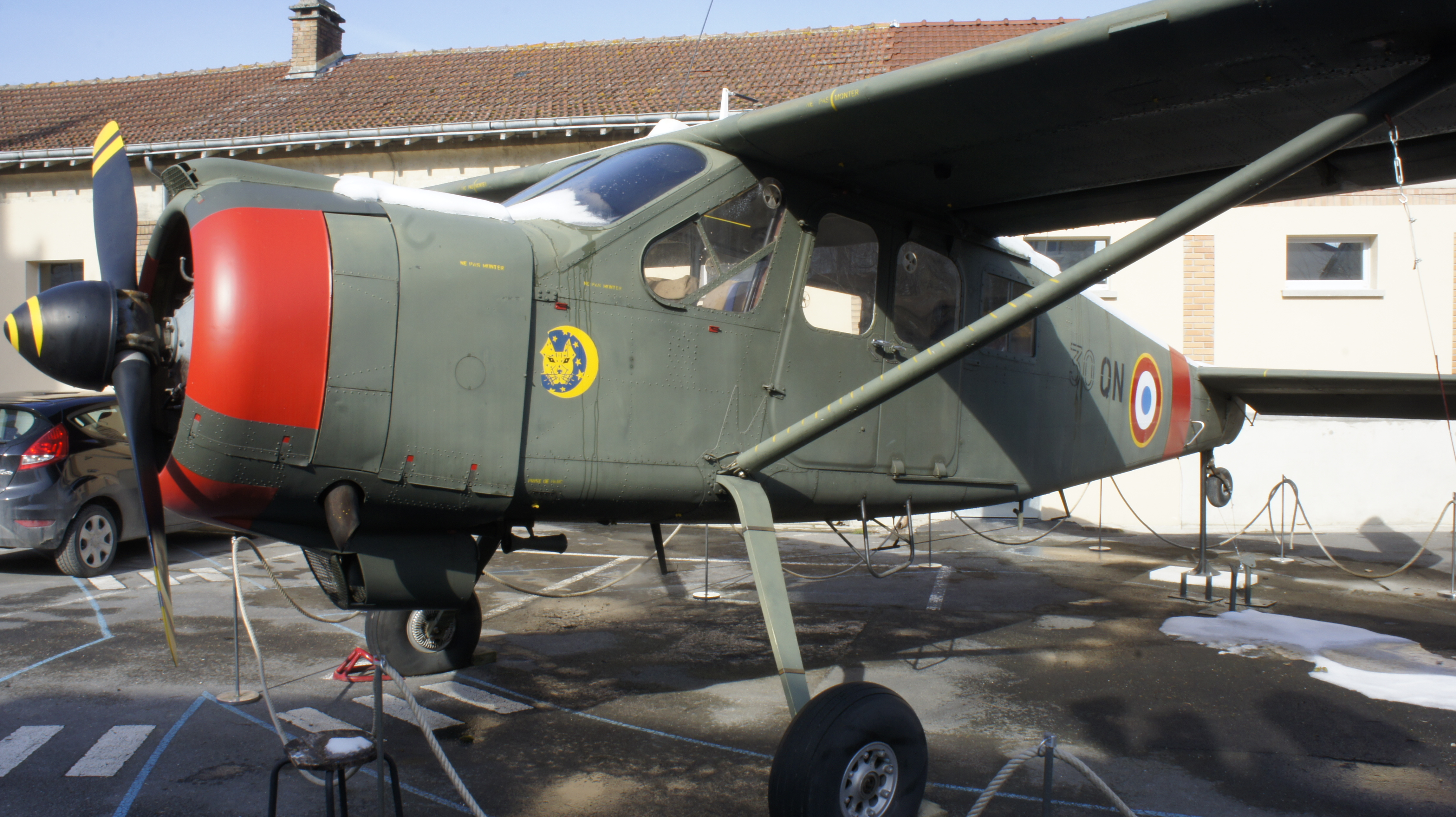
Broussard no 305 de l'escadron d'entrainement tout temps 12.030 Hautvillers de la BA 112.

La décision de réactiver la base est prise à la fin de la décennie. Sur le point d’être dotée d'avions à réaction, celle-ci doit d’abord s'équiper d'une piste bétonnée puis reconstruire son casernement et ses hangars. La 3e escadre de chasse, basée à Reims de 1950 à 1961, est d'abord équipée de De Havilland 100 Vampire ; en 1951, elle perçoit des Republic F-84 Thunderjet puis, en 1959, des North American F-100 Super Sabre. La décennie est marquée par la création dans cette escadre, par le commandant Pierre Delachenal, de la future Patrouille de France (1953) et la crise de Suez qui conduit l'unité à se déployer à Chypre (1956).
Après son départ en 1961, l'escadre est remplacée par la 30e escadre de chasse tout temps, formation dotée de chasseurs-bombardiers SNCASO 4050 Vautour IIN. Le prestigieux escadron de chasse tout temps 2/30 « Normandie-Niemen » s’installe à Reims en juin 1966 et y rejoint l'escadron de chasse tout temps 3/33 « Lorraine », ce qui vaut à la base aérienne dans les années 1970 – en pleine Guerre froide – des échanges répétés avec l'Union soviétique (notamment en 1991 avec des Mikoyan-Gourevitch MiG-29 et un Iliouchine Il-76 pour le soutien logistique ou 1992 avec les Soukhoï Su-27). Le 20 décembre 1973, les premiers Dassault Mirage F1 se posent à la base. De 1961 à 1978 stationne également à Reims la 62e escadre de transport équipée notamment de Nord 2501 Noratlas.
Le début des années 1990 est marqué par le départ pour Colmar du « Normandie-Niemen » (1993) et par la dissolution de la 30e escadre de chasse (1994). Au printemps de 1994, à la suite de la fermeture de la base aérienne 124 de Strasbourg, se déploient à Reims les escadrons de reconnaissance 01.033 « Belfort » et 02.033 « Savoie » et leurs Mirage F1CR. Dans le même temps, l’escadron de chasse 3/30 « Lorraine » devient le 03.033 « Lorraine ». Avec une soixantaine d’appareils, la BA 112 est alors l’une des plus importantes bases de l’Armée de l’air. Le 22 septembre 1996, pour le quinzième centenaire du baptême à Reims du roi Clovis 1er, elle reçoit le pape Jean-Paul II qui y célèbre une messe devant plus de deux cent mille fidèles. En 2005, le « Lorraine » est mis en sommeil et ses avions quittent Reims pour rejoindre Colmar.
En juillet 2008, la fermeture définitive de la base aérienne 112 – officiellement baptisée « Commandant Edmond Marin la Meslée » le 14 février 1953 – est annoncée par le Premier Ministre François Fillon, celle-ci devant intervenir en 2011/2012. Les 27 et 28 juin 2009, la base accueille le Mondial des patrouilles et le Meeting du centenaire.

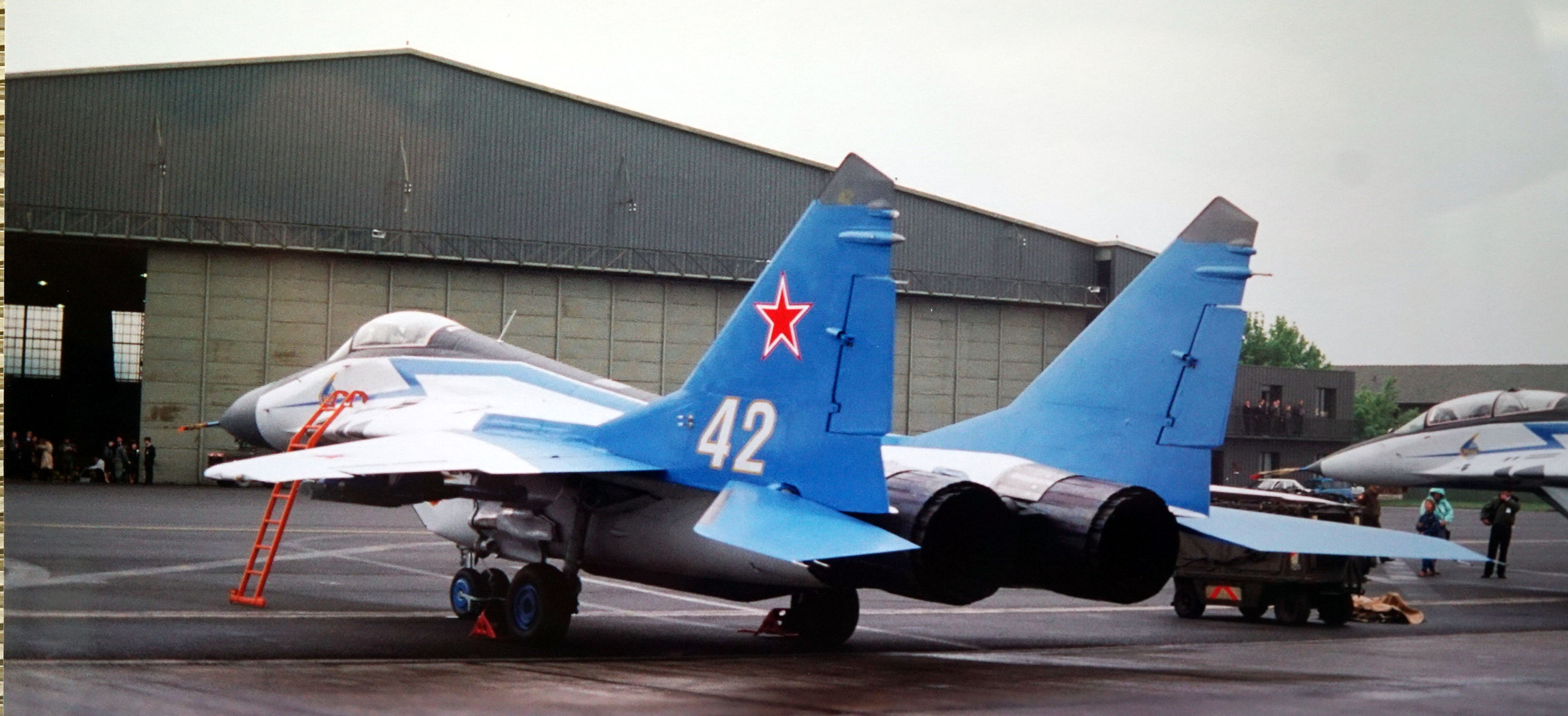
MIG 29B en 1991 de la patrouille Stijii.
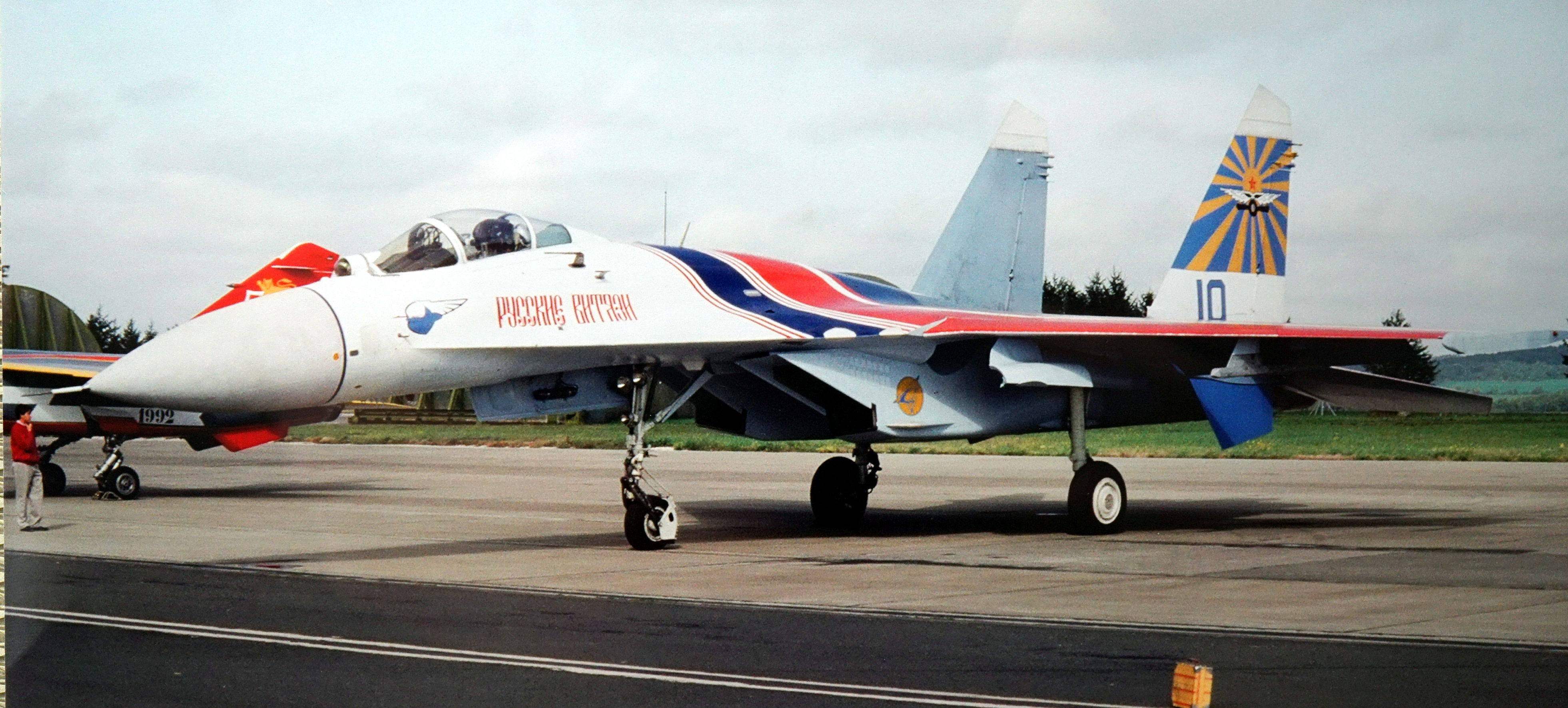
Sukhoï 27B des chevaliers russes sept 1992.
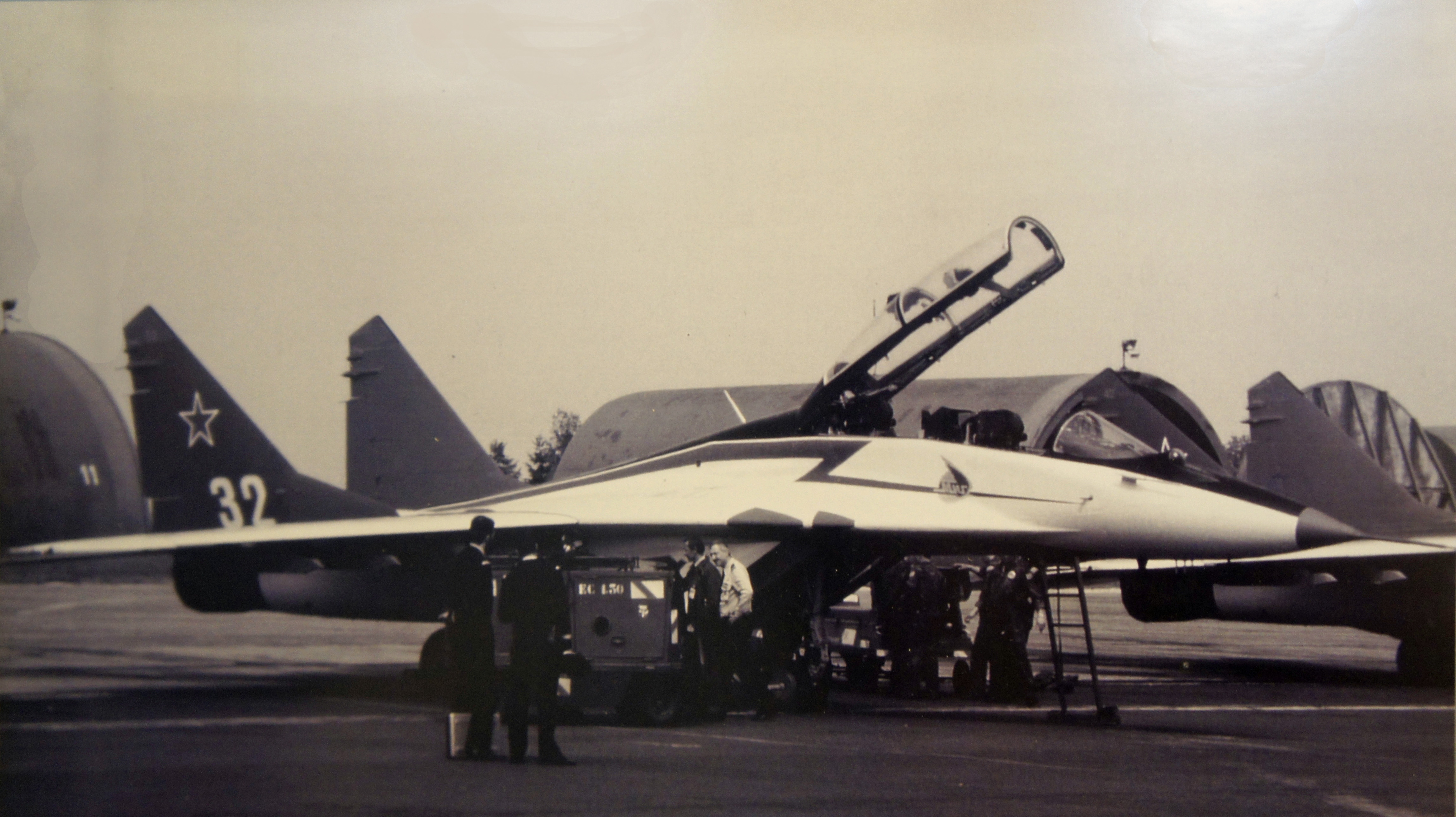
Accueil d'avions soviétiques à la BA 112 pour des échanges avec le Normandie-Niemen pendant la Guerre froide.

## Dissolution
En juillet 2008, une nouvelle carte militaire fut mise en place. Parmi les mesures prises figurait la fermeture de la base aérienne de Reims à l'horizon 2011, décision annoncée par Hervé Morin, ministre de la Défense.
La cérémonie de dissolution de la base aérienne 112 s'est déroulée le 30 juin 2011, en présence du général d'armée aérienne Jean-Paul Paloméros, chef d'état-major de l'Armée de l'air. Symbole de cette dissolution : la remise, au cours de cette cérémonie, du drapeau dont la base aérienne 112 avait la garde depuis 1994, celui de la 33e escadre de reconnaissance en l'occurrence, geste qui fut précédé par la lecture de l'ordre général no 20 – signé par le chef d'état-major de l'Armée de l'air – relatif à la dissolution de cette base : « [...] Aujourd’hui, alors que l’escadron de reconnaissance 02.033 « Savoie » décolle vers Mont-de-Marsan, s’achève l’ère du Mirage F1 à Reims, après 38 années durant lesquelles, de l’opération Manta au Tchad aux missions d’Harmattan en Libye, les femmes et les hommes de la base aérienne 112 "Marin-la-Meslée" ont sans discontinuer apporté leur foi, leur motivation et leurs compétences aux opérations extérieures menées par la France. Officiers, sous-officiers, militaires du rang et personnel civil de la base aérienne 112 « Commandant Marin-la-Meslée », personnel navigant, mécaniciens ou du corps des bases, vous pouvez être fiers d’avoir servi sur une base dont la riche histoire se confond avec celle de l’Armée de l’air, et qui a vu s’illustrer les figures les plus emblématiques de l’aviation. Nous honorons aujourd’hui vos drapeaux et rendons un hommage solennel à tous les hommes et à toutes les femmes qui ont servi la France, ont défendu ses valeurs, allant pour certains jusqu’au sacrifice de leur vie. Nous nous souvenons, avec respect et émotion, de tous vos grands anciens, morts au champ d’honneur ou blessés dans l’accomplissement de leur devoir. Vous avez su vous inspirer de leur exemple pour assurer, jusqu’au dernier jour, avec rigueur et détermination, toutes les missions qui vous ont été confiées. Votre motivation exemplaire aura su porter à son plus haut niveau la capacité opérationnelle reconnue de cette base aérienne prestigieuse. En servant avec honneur, abnégation et loyauté, vous avez gagné le respect de l’Armée de l’air et de la France. »
Les derniers Mirage F1 de la base, ceux de l'escadron de reconnaissance 2/33 « Savoie », ont définitivement quitté la Champagne pour la base aérienne 118 de Mont-de-Marsan. Après un dernier salut à la base, aux Rémois et à la cathédrale Notre-Dame de Reims, deux d'entre eux ont participé au volet aérien du défilé militaire du 14 juillet 2011 avant de rejoindre Mont-de-Marsan. Seul un Mirage F1CR, victime d'un problème de freins, n'a pu décoller ce jour-là et est demeuré au parking. Cet appareil, le Mirage F1CR no 620 immatriculé 112-CT, s'est envolé de la BA 112 le 20 juillet 2011, à 12 h 32, à destination de Mont-de-Marsan.
La base aérienne 112 « Commandant Marin-la-Meslée », est définitivement délaissée par l'armée le 30 juin 2012. La partie agricole de la base est cédée par l'état à Reims Métropole et mise à disposition de l'association ARBD (Agro Ressources et Bio Économie Demain) chargée de gérer la Ferme 112, un pôle de recherche au service de la production agricole.
Début mai 2014, un teknival est organisé sur le site de l'ancienne base aérienne 112. 26 000 personnes se sont rendus à cet évènement annuel de la musique techno. Le choix du site, imposé par l'État, est critiqué par les élus locaux qui mettent en avant les nuisances engendrées par la manifestation ainsi que les problèmes de sécurité sur le terrain.

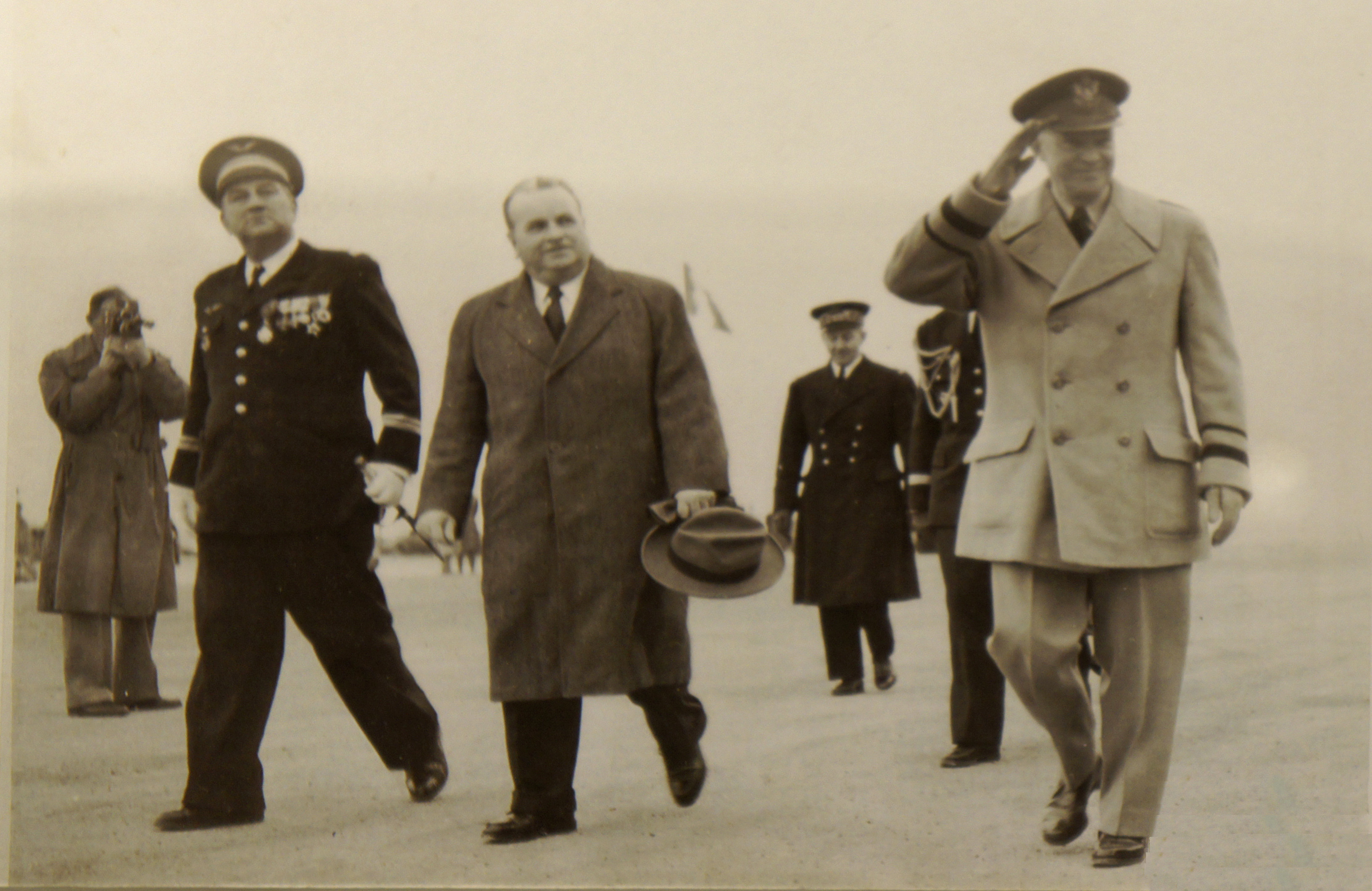
Le 17 mai 1951, sur la base aérienne 112 de Reims. Le général Dwight D. Eisenhower, en présence des autorités françaises, célèbre la livraison des douze premiers chasseurs Republic F-84E Thunderjet à la France. À gauche : le colonel Marcel Housset, commandant de la BA 112.

Le musée de l'ex-Base aérienne est transféré au Musée de l'aéronautique locale de Bétheny.
Le terrain de la base est cédé par l'État à Reims Métropole le 1er décembre 2016. Reims Métropole le cède à l'association Terrasolis. Le site devient une ferme du futur, un pôle de recherche et d'expérimentation agricole. En juin 2024 Terrasolis vend 50 hectares de terrain à Xavier Niel qui envisage d'en faire le premier pôle cinématographique de France.
Une grande partie des images de la série télévisée Double je ont été tournées dans les studios créés par la société Making Prod dans d'anciens hangars à avions de l'ancienne base aérienne.

## Commandement
Depuis la fin de la Seconde Guerre mondiale, les officiers ayant commandé la base aérienne 112 ont été :
- De 1944 à 1946 : lieutenant-colonel Émile Prouvay.
- En 1946 : lieutenant Pierre Gaudin.
- De 1946 à 1948 : capitaine Demay.
- De 1948 à 1949 : lieutenant-colonel Hilaire Mattei.
- En 1949 : colonel Cardin.
- De 1949 à 1950 : colonel J.-L. Morlat.
- De 1950 à 1952 : colonel Marcel Housset.
- De 1952 à 1955 : colonel Jean Accart, as de guerre.
- De 1955 à 1956 : colonel Raymond Brohon.
- De 1956 à 1958 : Gabriel Gauthier, as de guerre et futur chef d'état-major de l'Armée de l'air.
- De 1958 à 1960 : colonel Michel Dorance, as de guerre.
- De 1960 à 1961 : colonel Jacques Fabry.
- De 1961 à 1963 : colonel Henri Dugit-Gros.
- De 1963 à 1965 : colonel Edmond Deleuze.
- De 1965 à 1967 : colonel Charles Mesnard.
- De 1967 à 1969 : colonel Louis Cinquin.
- De 1969 à 1971 : colonel Jacques Jallas.
- De 1971 à 1973 : colonel Hugues Chataing.
- De 1973 à 1975 : colonel Jean Cannac.
- De 1975 à 1977 : colonel Michel Forget.
- De 1977 à 1979 : colonel Étienne Copel.
- De 1979 à 1981 : colonel Jean Bodéré.
- De 1981 à 1983 : colonel Jacques Potier.
- De 1983 à 1985 : colonel Yves Joseph.
- De 1985 à 1987 : colonel Jean-François Pidancet.
- De 1987 à 1989 : colonel François Gueniot.
- De 1989 à 1991 : colonel Patrick Jelensperger.
- De 1991 à 1993 : colonel Richard Wolsztynski, futur chef d'état-major de l'Armée de l'air.
- De 1993 à 1995 : colonel Jean Bachelard.
- De 1995 à 1997 : colonel Christophe Motte.
- De 1997 à 2000 : colonel Frédéric Maigne.
- De 2000 à 2002 : colonel Henri Switzer.
- De 2002 à 2004 : colonel Denis Mercier, futur chef d'état-major de l'Armée de l'air.
- De 2004 à 2007 : colonel Francis Lonnoy.
- De 2007 à 2009 : colonel Gilles Perrone.
- De 2009 à 2011 : colonel Jean-Michel Meyer.

Ces officiers eurent pour résidence de fonction, à partir des années qui suivirent la Seconde Guerre mondiale, la villa de Tassigny, demeure cossue de 665 m2 sise au n° 25 du boulevard Pasteur à Reims, propriété de l'Armée de l'air (demeure  qui fut cédée au Grand Reims après la dissolution de la base aérienne 112 – ainsi que son parc clos arboré de 4 000 m2 et deux dépendances – et a été achetée en 2018 pour 1,5 million d'euros par la maison de champagne Castelnau, qui prévoit son réaménagement, confié à l'architecte rémois Jean-Philippe Thomas).

## Insigne

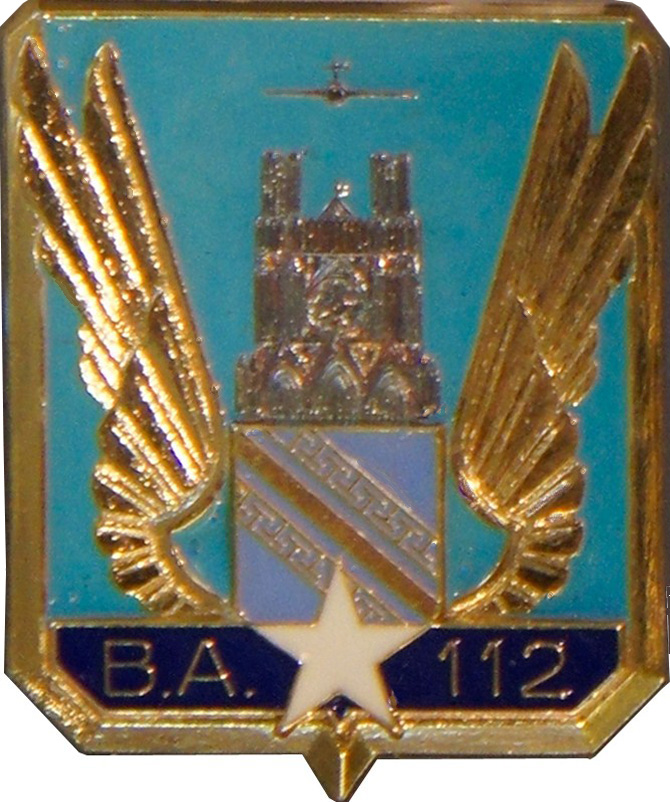
L'insigne de la base aérienne 112, homologué en 1953.

La base aérienne 112 disposait d’un insigne qui avait été homologué le 24 juillet 1953 sous le numéro A-565.
La définition héraldique de cet insigne est la suivante : « Vol replié d’or, à l’écu de Champagne en pointe sommé d’une cathédrale de Reims survolée par un avion et soutenu d’un pentacle d’argent, brochant du rai supérieur. En pointe, les signes B.A. 112. »
Cet insigne a la forme d’un blason. Les éléments qui le composent sont, de bas en haut, les armes de la Champagne, la cathédrale Notre-Dame de Reims et un chasseur Republic F-84 vu de face, ces trois éléments étant encadrés par les ailes de l’Armée de l’air. À la base de l’insigne figure une étoile blanche à cinq branches qui, encadrée par l’inscription « B.A. 112 », fait référence au commandant Edmond Marin la Meslée (1912-1945), as des as de la bataille de France 1939-1940 et parrain de la base aérienne 112.

## Monument aux morts
Érigé à l’extrémité ouest de la cour d’honneur de la base, le monument aux morts de la BA 112 est l’ancien monument aux morts de la 12e escadre de bombardement qui, le 20 juin 1933, à l'intérieur de ce qui s'appelait alors le quartier Roisin fut inauguré par le ministre de l’Air Pierre Cot pour rappeler le souvenir des aviateurs de l’escadre n° 13 tombés au champ d’honneur (la 12e escadre ayant été la toute première unité à avoir été affectée sur la base aérienne, en octobre 1928).
La sculpture, exécutée d’après un dessin réalisé par le lieutenant de réserve Hallo, est le travail du soldat Juteaux, élève à l’école des beaux-arts de Strasbourg. À la base de ce monument coiffé d’une croix de guerre 1914-1918 figurent, gravée dans la pierre en lettres capitales, l’inscription « Aux morts du 12e » et, en façade, la reproduction d’une hélice bipale ; sur une simple plaque de laiton ont par ailleurs été gravés un vautour, la devise latine Unguibus et Rostro (signifiant « Des ongles et du bec », soit « Avec toute sa vigueur ») héritée de l’escadre n° 13 et l’inscription « À nos aînés / 12e Escadre / Hommage des militaires 1931-32 / Juin 1933 ». L’inauguration de ce monument rassembla sur l’aérodrome plusieurs personnalités civiles et militaires, en particulier les généraux Édouard Barès et Louis de Goÿs de Mézeyrac, les anciens commandants du terrain Victor Chabert et Auguste Lacolley, messieurs Magny et Tournier respectivement préfet de la Marne et sous-préfet de Reims, le député-maire de Reims Paul Marchandeau, le président de l’Aéro-club de Champagne et de prestigieux aviateurs tels Dieudonné Costes et Maryse Hiltz.
Le 7 juin 2007, au cours d’une cérémonie organisée pour célébrer la restauration de ce monument, celui-ci devint officiellement le monument « de tous les morts de la base aérienne 112, quelle qu’ait pu être leur unité d’appartenance » ; à cette occasion, une plaque de marbre portant l’inscription « Aux morts de la BA 112 » fut dévoilée.

## Meetings et portes ouvertes
De l'après-guerre à la dissolution de la BA 112, l’état-major de l’Armée de l’air a inscrit un total de vingt-trois meetings rémois à ses différents programmes annuels : mercredi 14 juillet 1954, dimanche 12 puis dimanche 19 juin 1955, dimanche 13 septembre 1959, dimanche 19 mai 1963, dimanche 23 mai 1965, dimanche 8 septembre 1968, dimanche 14 juin 1970, dimanche 11 juin 1972, dimanche 9 juin 1974, dimanche 13 juin 1976, dimanche 5 juin 1977, dimanche 6 mai 1979, dimanche 24 mai 1981, dimanche 29 mai 1983, dimanche 6 mai 1984, dimanche 1er juin 1986, dimanche 5 juin 1988 (reporté au samedi 17 septembre 1988), dimanche 2 juin 1991, dimanche 17 septembre 1995 (annulé), dimanche 14 septembre 1997, dimanche 24 juin 2001, dimanche 4 juillet 2004 et samedi 27 et dimanche 28 juin 2009 (meeting dit « du Centenaire », organisé en collaboration avec la ville de Reims).
Trois d'entre eux se sont singularisés :
- celui de 1955 qui s’est tenu à deux semaines d’intervalle en raison de conditions météorologiques défavorables ;
- celui de 1988 qui a été reporté de juin à septembre pour cause d’élections législatives ;
- celui de 1995 qui a été annulé à quelques jours de sa tenue en raison de menaces sur la sécurité publique.

## Revue périodique
Au milieu des années soixante naquit Air de Champagne, publication mensuelle dont le premier numéro fut présenté à ses lecteurs – les aviateurs affectés sur la base aérienne 112 de Reims, parmi lesquels de très nombreux appelés du contingent – le 15 mai 1964.
Dès février, des contacts avaient été pris avec plusieurs bases aériennes disposant déjà d’un tel journal, notamment celles de Dijon-Longvic, de Strasbourg-Entzheim, de Rochefort et de Lahr (Allemagne de l’Ouest). Puis il fallut décider du contenu de la publication ainsi que de la présentation et du ton à donner à cette « gazette ». Restait ensuite à lui trouver un nom. Plusieurs titres furent proposés mais ce fut celui du colonel Edmond Deleuze, officier nommé à la tête de la base aérienne 112 un an plus tôt, qui fut finalement adopté : « Air de Champagne ». Certain de la parution, le comité pouvait alors déclarer le titre aux services compétents : à la préfecture de la Marne, à la sous-préfecture de Reims, au tribunal de grande instance, à la commission paritaire des papiers de presse et jusqu’à l’inspection générale des contributions indirectes.
Partiellement financé par la publicité, Air de Champagne, qui fut longtemps imprimé à Reims, à l’Imprimerie du Nord-Est, parut au rythme d’un numéro par mois pendant près de vingt ans, avant de devenir magazine trimestriel à l’été 1981 (n° 188).
Cette publication traitait de sujets variés, notamment de l’activité opérationnelle de la base aérienne et des missions de soutien au service public, sans oublier des reportages sur les unités stationnées ainsi que des articles relatifs à l’Armée de l’air et à l’activité relationnelle de la Base aérienne 112.
Elle était diffusée dans l’ensemble des unités de la base aérienne, auprès des quelque 2 000 militaires et civils de la Défense qui y travaillaient. Elle était en outre gratuitement et systématiquement distribué aux autorités civiles et militaires locales et lors des visites civiles effectuées sur la base aérienne ou au Musée de la BA 112 et de l’Aéronautique locale. Air de Champagne était par ailleurs proposé à la lecture des habitants de Reims et des communes environnantes (cabinets de médecins, études notariales, salons de coiffure, etc.) et envoyé à un grand nombre d’administrations locales. Le titre était également diffusé par abonnement payant.
En 2005, Air de Champagne (n°  (ISSN 1141-6653)), entièrement réalisé sur la base aérienne (hors impression) par le service chargé de la communication et des relations publiques, était édité à plus de 2 800 exemplaires.
À sa disparition en janvier 2011, après avoir connu vingt-trois directeurs de la publication (les colonels successivement désignés pour commander la base aérienne 112), Air de Champagne en était à son 296e numéro.
La collection complète d'Air de Champagne (1964-2011) est aujourd'hui consultable :
- à la Bibliothèque nationale de France (Paris) ;
- au département Air du Service historique de la Défense (château de Vincennes) ;
- à la bibliothèque municipale Carnegie de Reims ;
- au Musée de l'aéronautique locale de Bétheny.